# Calendario mongol
El calendario tradicional mongol (en mongol: цаглабар, Tsaglabar o цаг тооны бичиг, Tsag toony bichig) es un calendario lunisolar basado en el sistema zurkhai desarrollado en 1747 por el monje Ishbaljir (Сүмбэ хамбо Ишбалжир, Sumbe Khambo Ishbaljir; 1704-1788). El año mongol se compone de 12 o 13 meses lunares, cada uno comenzando y terminando con la luna nueva. Un decimotercer mes se añade cada dos o tres años, de modo que la duración de un año promedio es igual a la duración del año solar.
La celebración de año nuevo mongol es Tsagaan Sar, que se celebra dos meses después de la primera luna nueva después del solsticio de invierno.
En la actual Mongolia, se utiliza el calendario gregoriano, el calendario tradicional es utilizado para celebraciones y eventos tradicionales basados en él.
El sistema europeo de cronología se llama Аргын тоолол (Argyn Toolol, cronología del método) y el sistema mongol de cronología se denomina Билгийн тоолол (Bilgiin Toolol, cronología de la sabiduría).

## Argyn Toolol

### Meses
Los doce meses del año se denominan por su número, como el primer mes, segundo mes, y así sucesivamente.
| Número | Nombre en español | Nombre en mongol     | Pronunciación         |
| ------ | ----------------- | -------------------- | --------------------- |
| 1      | Enero             | Нэгдүгээр сар        | Negdügeer sar         |
| 2      | Febrero           | Хоёрдугаар сар       | Hoyordugaar sar       |
| 3      | Marzo             | Гуравдугаар сар      | Guravdugaar sar       |
| 4      | Abril             | Дөрөвдүгээр сар      | Dörövdugeer sar       |
| 5      | Mayo              | Тавдугаар сар        | Tavdugaar sar         |
| 6      | Junio             | Зургадугаар сар      | Zurgadugaar sar       |
| 7      | Julio             | Долдугаар сар        | Doldugaar sar         |
| 8      | Agosto            | Наймдугаар сар       | Naimdugaar sar        |
| 9      | Septiembre        | Есдүгээр сар         | Yösdügeer sar         |
| 10     | Octubre           | Аравдугаар сар       | Aravdugaar sar        |
| 11     | Noviembre         | Арван нэгдүгээр сар  | Arvan negdügeer sar   |
| 12     | Diciembre         | Арван хоёрдугаар сар | Arvan hoyordugaar sar |

### Días de la semana
En el lenguaje coloquial, los primeros 5 días de la semana se les conoce como el primer día, segundo día, etc. El sábado se conoce como Hagas sain olor (traducción: medio de un buen día), y el domingo se conoce como buten sain olor (traducción: buen día completo), un resultado de 5 días completos de trabajo y el sábado como un día y medio de trabajo durante la era comunista.
Los nombres de origen tibetano se utilizan en ambientes más formales, y casi exclusivamente en documentos escritos, mientras que los nombres en sánscrito están prácticamente ausentes en el uso moderno.
| Número | Coloquial       | Pronunciación    | Origen tibetano | Pronunciación | Origen sánscrito | Pronunciación |
| ------ | --------------- | ---------------- | --------------- | ------------- | ---------------- | ------------- |
| 1      | Нэг дахь өдөр   | Neg dakhi ödör   | Даваа гариг     | Davaa         | Сумъяа           | Sumiyaa       |
| 2      | Хоёр дахь өдөр  | Hoyor dakhi ödör | Мягмар гариг    | Myagmar garig | Ангараг          | Angarag       |
| 3      | Гурав дахь өдөр | Gurav dakhi ödör | Лхагва гариг    | Lkhagva garig | Буд              | Bud           |
| 4      | Дөрөв дэх өдөр  | Döröv dakhi ödör | Пүрэв гариг     | Pürev garig   | Бархасбадь       | Barkhasbadi   |
| 5      | Тав дахь өдөр   | Tav dakhi ödör   | Баасан гариг    | Baasan garig  | Сугар            | Sughar        |
| 6      | Хагас сайн өдөр | Khagas sain ödör | Бямба гариг     | Byamba garig  | Санчир           | Sanchir       |
| 7      | Бүтэн сайн өдөр | Büten sain ödör  | Ням гариг       | Nyam garig    | Адъяа            | Adiya         |